# Raffinerie Salzbergen

Raffinerie Salzbergen (2014)

Die Raffinerie Salzbergen wurde im Jahre 1860 gegründet. Sie produziert noch heute am gleichen Standort – in Salzbergen, im südlichen Emsland – und ist damit die älteste noch produzierende Spezialraffinerie der Welt. Das Unternehmen ist heute unter dem Namen H&R ChemPharm bekannt und gehört zur Hansen & Rosenthal GmbH & Co. KG.

## Geschichte

### Anfänge (1860–1931)

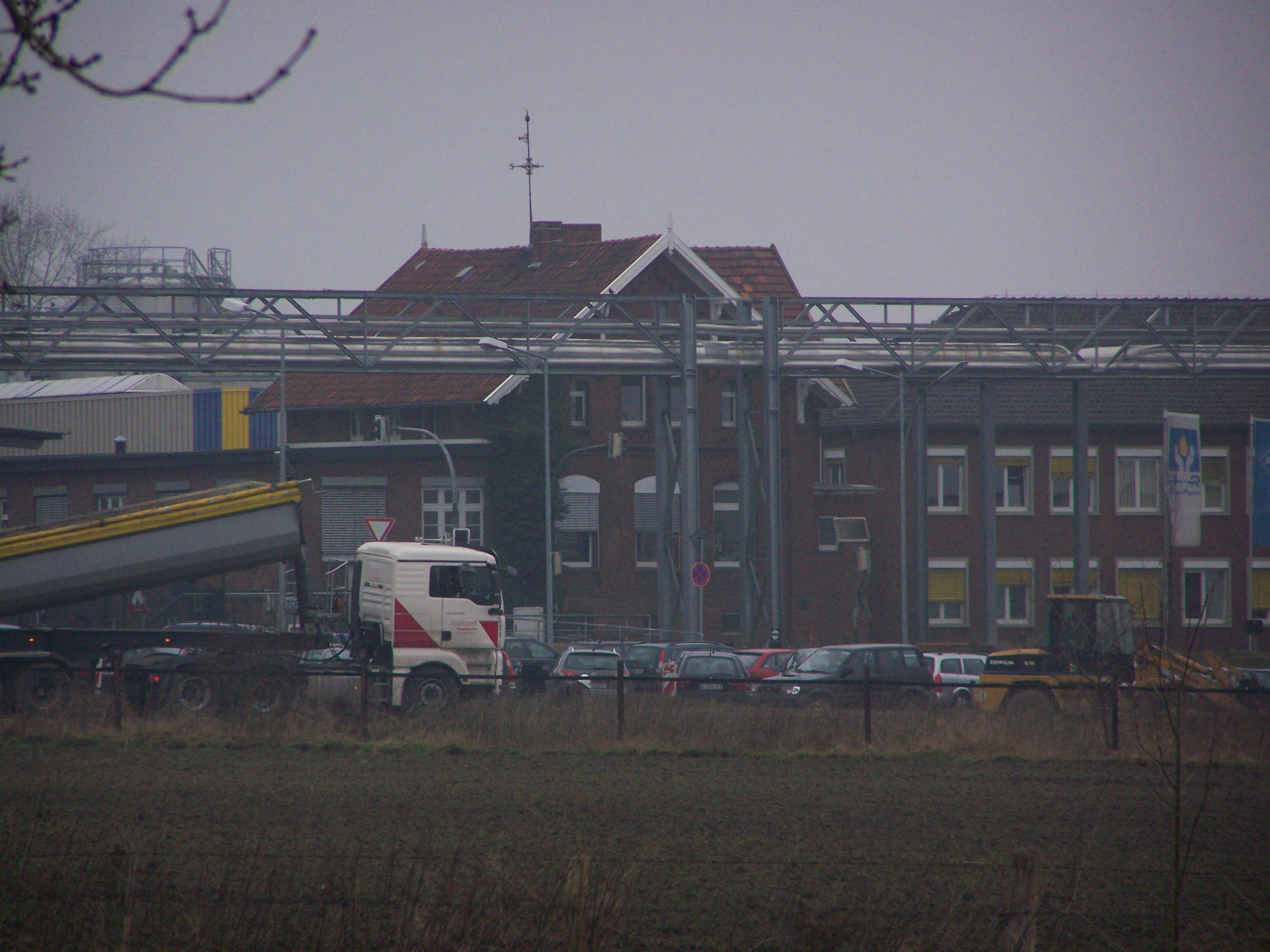
Lepenau-Haus, heute Teil der Verwaltung

Im Jahr 1860 trafen sich Interessenten aus dem süd-emsländischen Salzbergen und aus dem Münsterland, um mit Grundeigentümern in Salzbergen und Hummeldorf über den Abbau des im Boden befindlichen Ölschiefers zu verhandeln. So überließen sie Leopold Gompertz aus Mannheim ihre Berechtsame. Dieser gründete in Salzbergen eine Fabrik zur Gewinnung von Mineralöl und Paraffin. Er nannte diese Firma Paraffin- und Photogenfabrik.
Der in der Umgebung gewonnene Schiefer wurde getrocknet und anschließend in Retorten verschwelt. Bei 300 °C destillierten Wasser und Öldämpfe ab. Das Destillat war ein gelblich-braunes, stark riechendes Öl. Es kam ohne weitere Reinigung als „Steinöl“ in den Handel und wurde für Beleuchtungszwecke verwendet. Technische Schwierigkeiten und die Wirtschaftlichkeit des Unternehmens (nur 15 l Öl aus einer Tonne Gestein) zwangen den neuen Werksleiter Wilhelm Lepenau (seit 1861) 1862 zur Umstellung auf Erdöl.
Er bezog pennsylvanisches Rohöl in Blue Barrels, den damaligen Fässern aus Holz mit 159 l Inhalt. Von nun an produzierte man in Salzbergen Benzin, Leucht- und Schmieröl sowie Paraffin. Nach kurzer Zeit hatte sich der kleine Destillationsbetrieb zur Erdölraffinerie entwickelt. Auch nach dem Tod von Dr. Lepenau am 31. Oktober 1901 wurden die Kapazitäten und das Produktspektrum der Raffinerie stetig erweitert, so dass im Ersten Weltkrieg erstmals Nachtschichten gefahren werden mussten, um den „Rohstoffhunger“ des Krieges decken zu können. Durch die Inflation und die Weltwirtschaftskrise der 1920er Jahre geriet die Raffinerie Salzbergen in finanzielle Nöte.

### Wintershall Raffinerie Salzbergen (1931–1994)
Durch die Übernahme des Werkes durch die Wintershall 1931 und den Neubau zahlreicher Produktionsanlagen betrug der Durchsatz nun etwa 40.000 t pro Jahr. Doch der Aufschwung dauerte nicht lange an. 1945 wurde die Raffinerie durch 4000 Fliegerbomben völlig zerstört.
Der von der britischen Militärregierung 1946 genehmigte Wiederaufbau bis zu einer Kapazität von 60.000 t Rohstoff pro Jahr war ein besonderer Meilenstein in der Geschichte. Durch die in Lingen befindliche Schwesterraffinerie wurde das Tätigkeitsfeld ab 1952 immer mehr auf die Produktion von Schmierstoffen (Motoröle, Getriebeöle, Industrieöle) verlagert.
Trotz zahlreicher Neuerungen und Erweiterungen geriet die Raffinerie nicht zuletzt durch die Ölkrise der 1970er Jahre in wirtschaftliche Schieflage. Um die Verlustzone zu verlassen, investierte die Wintershall AG Ende der 1980er und Anfang der 1990er Jahre rund 300 Millionen DM in modernste Anlagentechnik und erweiterte die Kapazität der Raffinerie auf 400.000 t/Jahr.

### Schmierstoffraffinerie Salzbergen GmbH (1994–2000)
Doch auch die neuen Investitionen konnten die wirtschaftliche Situation nicht wesentlich verbessern, so dass sich die Wintershall AG entschloss, den Standort zu schließen. Allerdings erklärten sich zwei große Kunden der Raffinerie – die Hansen & Rosenthal KG aus Hamburg und die münsterländische Wilhelm Scholten GmbH – am 24. März 1994 bereit, die Raffinerie für einen symbolischen Preis von 1 DM zu kaufen und so einen Großteil der damals etwa 450 Arbeitsplätze zu erhalten. Die Raffinerie nannte sich von nun an Schmierstoffraffinerie Salzbergen GmbH (SRS GmbH).
Der Misch- und Abfüllbetrieb der Raffinerie wurde seit dem Verkauf auch zum Dienstleister für andere Unternehmen der Branche. Im Jahre 1996 schloss das Unternehmen einen Dienstleistungsvertrag mit der ARAL Lubricants GmbH & Co. KG über das Mischen und Abfüllen eines Großteils von deren Automobil- und Industrieschmierstoffen. Der Misch- und Abfüllbetrieb wurde zu diesem Zweck in eine eigene Gesellschaft umgewandelt, die SRS LubeBlending GmbH.
Mit der Westfalen AG wurde in einem Joint Venture eine neue Wasserstofferzeugungsanlage errichtet, diese war zum Zeitpunkt der Eröffnung die größte Handelswasserstoffanlage in Deutschland. Der Testbetrieb nach dem Prinzip der Dampfreformierung arbeitenden Anlage wurde ab dem 25. April 2000 durchgeführt. In den Regelbetrieb ging die Anlage nach offizieller Einweihung ab dem 18. Mai 2000. Neben dem Wasserstoffbedarf des Werks selber, wird vor allem der Handelsbereich der Westfalen AG mit dem erzeugten Wasserstoff bedient.

### H&R ChemPharm GmbH (seit 2001)
Die SRS GmbH wurde 2000 durch die WASAG übernommen, woraus die H&R WASAG AG entstand, zu der auch mehrere deutsche Sprengstoffwerke (unter anderem WANO Schwarzpulver GmbH) und eine Kunststofffabrik in Süddeutschland gehörten. Der Standort Salzbergen wurde in dieser Zeit in mehrere Konzerngesellschaften gegliedert:
1. H&R ChemPharm GmbH (Holding und Verwaltung)
2. H&R Chemisch-Pharmazeutische Spezialitäten GmbH (Raffinerie und Labor)
3. H&R LubeBlending GmbH (Misch- und Abfüllbetrieb)
4. SRS Schmierstoffraffinerie Salzbergen GmbH (Versand)

Im Mai 2011 wurde auf der Hauptversammlung der Aktionäre die Namensänderung in H&R AG beschlossen.
Heute werden in Salzbergen jährlich 400.000 t Rohstoffe raffiniert, die zu über 600 Erzeugnissen verarbeitet werden. Im Jahr 2004 wurde neben der Raffinerie eine als Joint Venture mit der RWE gebaute Müllverbrennungsanlage – die SRS EcoTherm GmbH – fertiggestellt. Diese ermöglicht es, den Dampf zum Betrieb der Raffinerie durch die Verbrennung von Hausmüll statt durch Heizölkraftwerke zu gewinnen.

## Produkte
Haupttätigkeit ist die Produktion von chemisch-pharmazeutischen Spezialitäten. Das bedeutet, man kauft die Rückstände der großen Raffinerien, die die leichten Bestandteile – Benzin, Diesel und Kerosin – aus dem Erdöl herausgelöst haben und produziert aus diesen schweren Bestandteilen diverse rohölbasierte Spezialitäten, die in vielen Produkten des täglichen Lebens weiterverarbeitet werden. Dazu gehören unter anderem folgende Hauptgruppen
- Extrakte (als Weichmacher für die Reifenindustrie)
- Druckfarbenöle (hauptsächlich für Zeitungen)
- technische Weißöle (zum Beispiel für Möbelpolitur)
- medizinische Weißöle (zum Beispiel als Produktionsöle für lebensmittelkompatible Kunststoffe)
- Paraffine (Kosmetikindustrie, Kerzenwachs)
- Grundöle (die unter anderem zu diversen Schmierstoffe, wie etwa Motoröl veredelt werden)
- Bitumen (zum Beispiel Straßenbau)